# فيكتور براون (دراج)
فيكتور براون (بالإنجليزية: Victor Browne)‏ هو دراج أسترالي، ولد في 10 يناير 1942.

## وصلات خارجية
- فيكتور براون على موقع أوليمبيديا (الإنجليزية)
- فيكتور براون على موقع اللجنة الأولمبية الأسترالية (الإنجليزية)